# Cryptopipiza
Cryptopipiza är ett släkte av tvåvingar som beskrevs av Mutin 1998. Cryptopipiza ingår i familjen blomflugor.
Släktet innehåller bara arten Cryptopipiza notabila.